# マリオネット (NHK人形劇)
『マリオネット』は、NHKで放送された糸操り人形劇である。

## 概要
NHK専属劇団であった結城座による糸操り人形劇の番組枠が設けられ、子供の時間（平日 17:45 - 18:00）のひとみ座によるひょっこりひょうたん島は大ヒットした。

## 作品一覧
| 作品名               | 放送期間                        | 放送時間           |
| -------------------- | ------------------------------- | ------------------ |
| 玉藻前               | 1953年2月20日 - 1953年10月30日  | 金曜 19:30 - 20:00 |
| 猿飛佐助             | 1953年11月18日 - 1953年12月30日 | 水曜 19:30 - 20:00 |
| 神州天馬侠           | 1954年1月27日 - 1954年7月8日    | 木曜 19:30 - 20:00 |
| 国性爺合戦           | 1954年11月28日 - 1955年3月13日  | 日曜 18:30 - 19:00 |
| 万壽姫               | 1955年3月27日                   | 日曜 18:30 - 19:00 |
| テレビ天助           | 1955年4月10日 - 1956年10月28日  | 日曜 18:30 - 18:50 |
| テレビ天助           | 1956年11月4日 - 1956年12月30日  | 日曜 18:40 - 18:57 |
| 飛びっちょ跳ねっちょ | 1957年1月6日 - 1957年6月30日    | 日曜 18:40 - 19:00 |
| 弥次喜多スッ飛び道中 | 1957年7月7日 - 1957年8月25日    | 日曜 18:40 - 19:00 |
| 弥次喜多やりくり道中 | 1957年9月1日 - 1957年10月27日   | 日曜 18:40 - 19:00 |
| 日本人チンライ       | 1957年11月10日 - 1958年2月23日  | 日曜 18:40 - 19:00 |
| 今は昔               | 1958年3月9日 - 1958年6月29日    | 日曜 18:40 - 19:00 |
| かっぱ天国           | 1958年7月6日 - 1958年12月28日   | 日曜 18:40 - 19:00 |
| 黒百合太郎           | 1959年1月4日 - 1959年4月5日     | 日曜 18:40 - 19:00 |
| 黒百合太郎           | 1959年4月12日 - 1959年10月4日   | 日曜 18:35 - 18:55 |
| シャブシャブ丸の冒険 | 1959年10月11日 - 1959年12月27日 | 日曜 18:35 - 18:55 |
| とんちとん九郎       | 1960年1月10日 - 1960年3月27日   | 日曜 18:35 - 18:55 |
| 風すけくん           | 1960年4月10日 - 1960年9月25日   | 日曜 9:40 - 10:00  |
| かじ屋のビック       | 1960年10月2日 - 1961年4月2日    | 日曜 9:40 - 10:00  |

| 作品名               | 放送日                        | 放送時間           |
| -------------------- | ----------------------------- | ------------------ |
| 伊達娘恋緋鹿子       | 1961年4月08日                 | 土曜 21:45 - 22:00 |
| テレビ・ファンタジー | 1961年5月13日 - 1962年1月27日 | 土曜 21:00 - 22:00 |
| 玉藻前               | 1961年8月12日                 | 土曜 21:00 - 22:00 |
| 空                   | 1961年10月14日                | 土曜 21:45 - 22:00 |
| 長恨歌               | 1962年3月24日                 | 土曜 21:00 - 22:00 |